# Carter-Finley Stadium
Das Carter-Finley Stadium (voller Name: Wayne Day Family Field at Carter-Finley Stadium) ist ein College-Football-Stadion auf dem Campus der North Carolina State University in der US-amerikanischen Stadt Raleigh im Bundesstaat North Carolina. Es ist die Heimspielstätte des College-Football-Teams der North Carolina State Wolfpack. Die Anlage bietet 57.600 Sitzplätze. Das Spielfeld ist nach dem Wolfpack-Alumni Wayne T. Day benannt.

## Geschichte
Das Stadion wurde am 8. Oktober 1966 eröffnet, um das alte Riddick Stadium zu ersetzen. Bis 1979 hieß es Carter Stadium, zu Ehren der Brüder Harry C. und Wilbert J. "Nick" Carter, die große Beträge für die Anlage spendeten. Später wurde der Name von Albert E. Finley, einem anderen bedeutenden Spender der Universität, hinzugefügt. 
Vor der Saison 2001/02 begann die Universität das Spielstätte zu modernisieren. Unter anderem wurde die Tribüne bei der südlichen Endzone mit weiteren Sitzen geschlossen. In den folgenden Saisons gab es noch mehrere Erweiterungen und außerdem wurden zwei Videoanzeigetafeln in den beiden Ecken der südlichen Endzone installiert. Vor der Saison 2006/07 wurde die Nordseite baulich geschlossen.

## Veranstaltungen
Neben den Footballspielen fanden auch schon verschiedene Konzerte im Carter-Finley Stadium statt. Zu den auftretenden Künstlern und Bands gehören u. a. Paul McCartney, U2, Beyoncé, Van Halen, Grateful Dead, The Rolling Stones, Pink Floyd, Muse, George Strait, Boston und Jimmy Buffett.

## Galerie

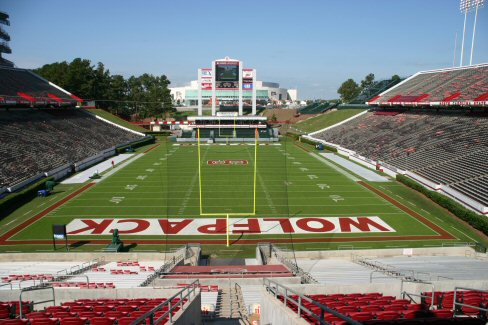
Das Stadion Mitte der 2000er Jahre
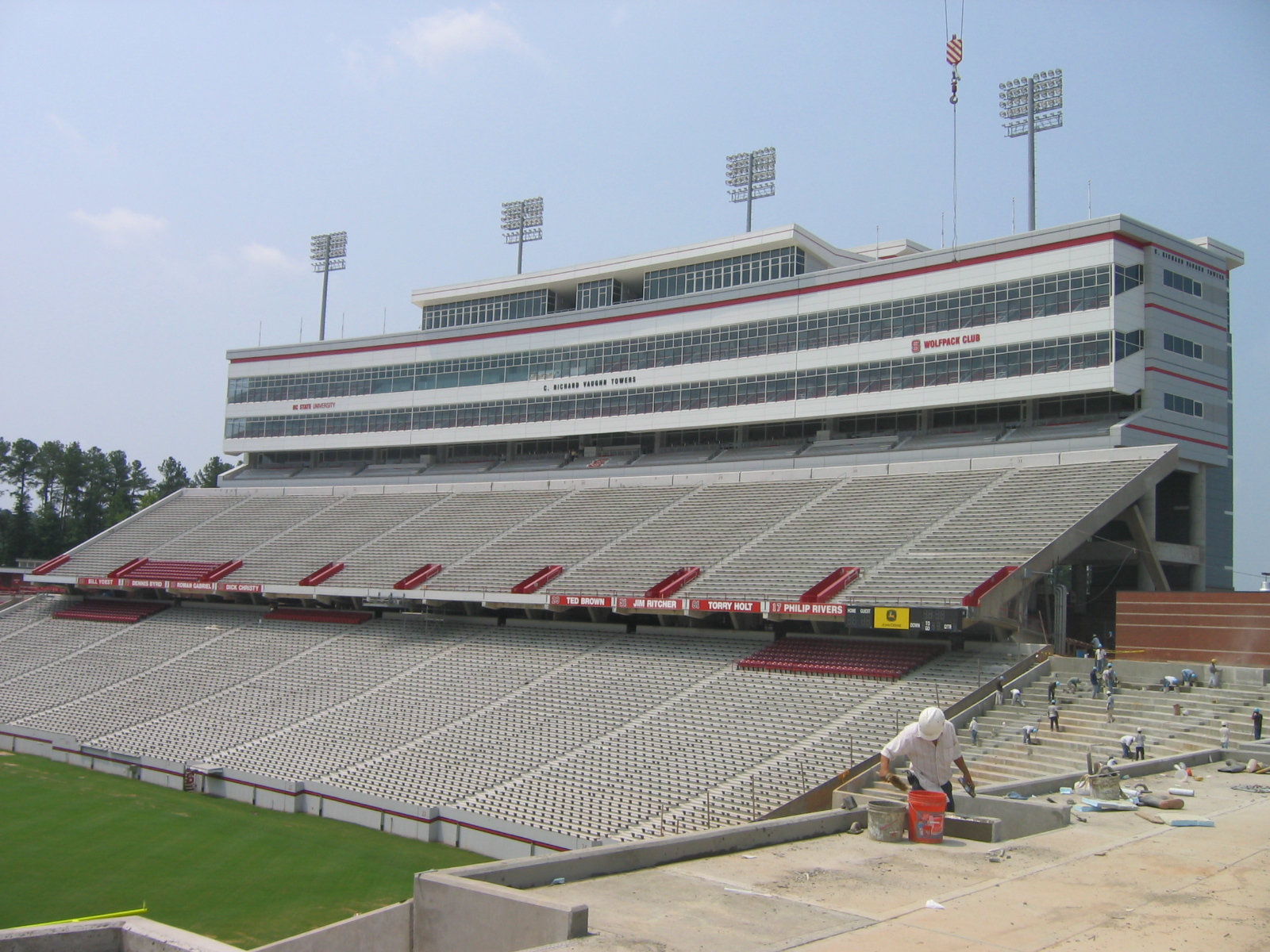
Carter-Finley Stadium während Bauarbeiten 2006
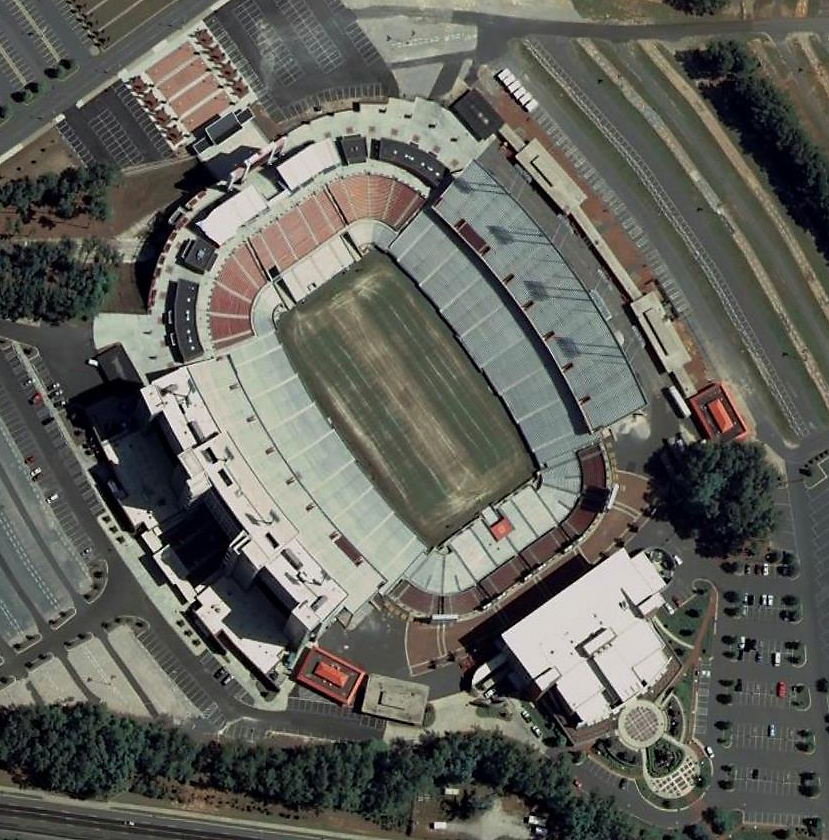
Satellitenbild vom November 2008
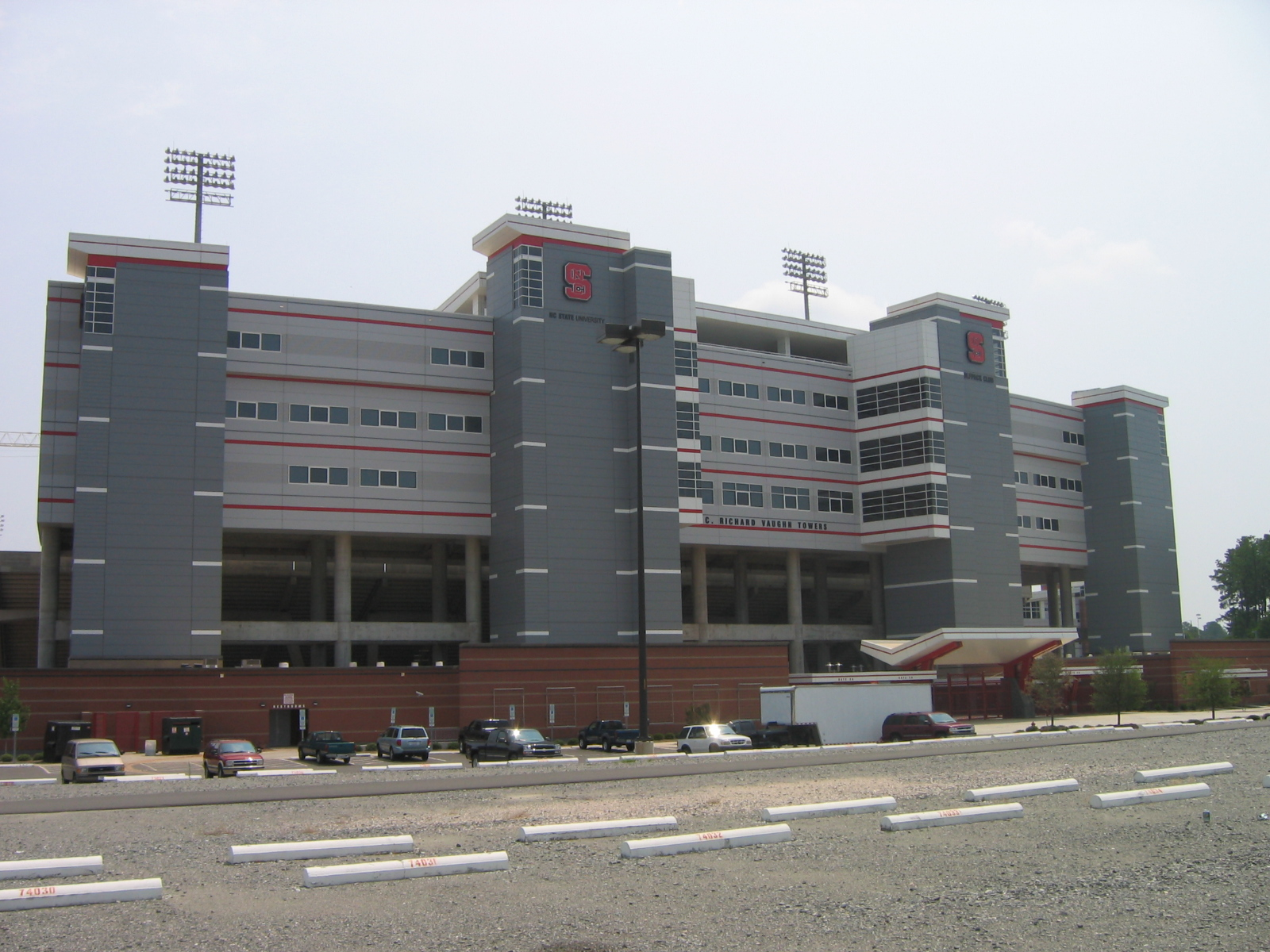
Fassade des Stadions